# The Reverend Horton Heat

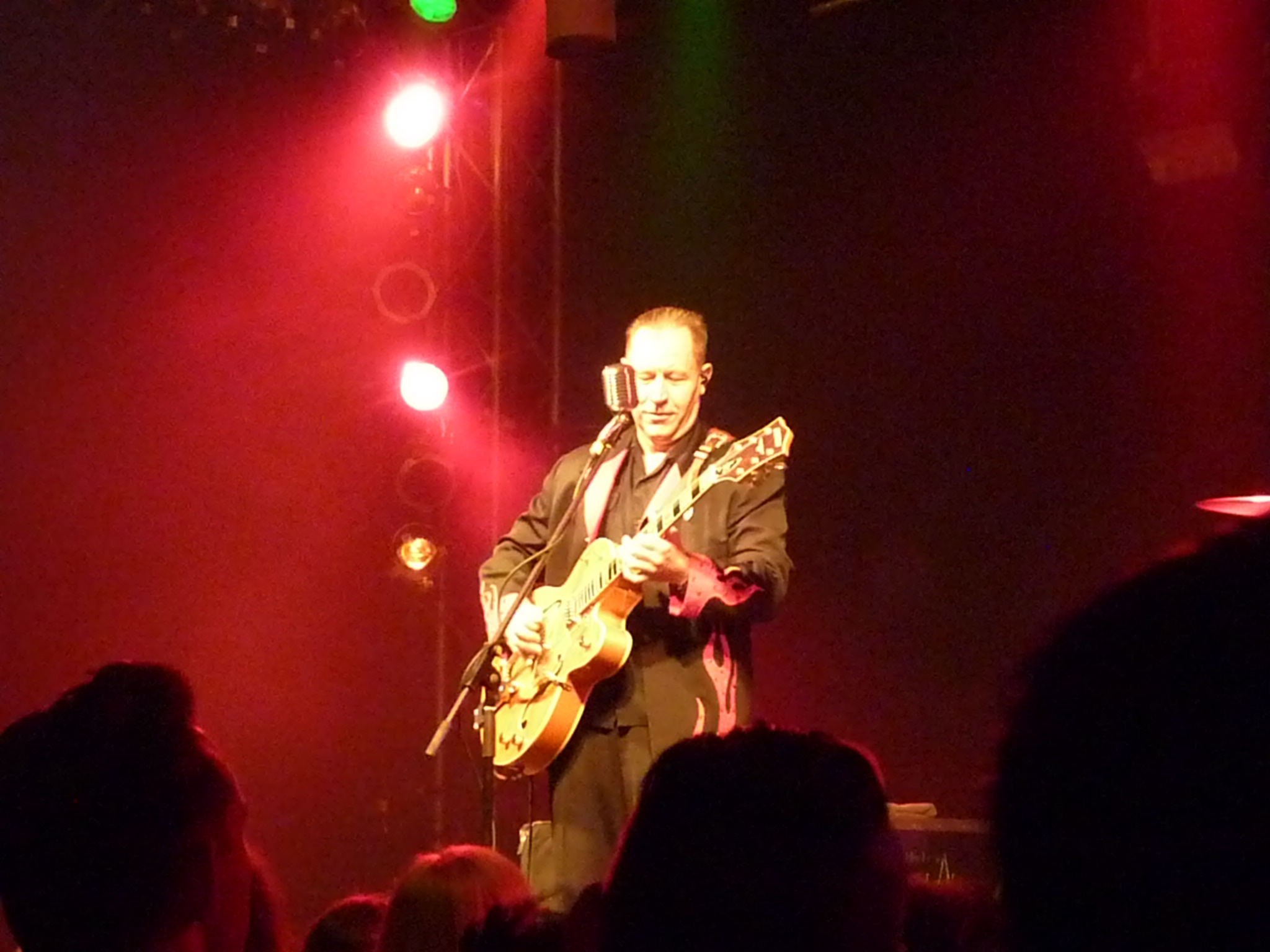
Jim Heath live (2010)

The Reverend Horton Heat ist der Name des US-amerikanischen Musikers Jim Heath (* 1959 in Corpus Christi Texas) und seiner Psychobilly/Rockabilly-Band aus Dallas, Texas. Heath ist der Sänger, Songwriter und Gitarrist der Band.

## Bandgeschichte
Jim Heath trat zunächst in kleinen Clubs auf, bevor sich 1989 die Band in ihrer ersten Formation gründete. Von Beginn an tourten The Reverend Horton Heat regelmäßig und machten durch ihre überzeugenden Auftritte auf sich aufmerksam. Der typische Gretsch-Sound der Gitarre in Kombination mit Stilelementen von Dick Dale und The Cramps interessierte auch einige Plattenlabels. Sub Pop, ein aus Seattle stammendes Independent-Label, das vor allem durch Grunge bekannt wurde, schloss einen Vertrag mit The Reverend Horton Heat ab und veröffentlichte 1991 das Debütalbum Smoke 'Em If You Got 'Em. Die musikalische Mischung traditioneller Rockabilly-Themen mit verzerrten Gitarren und alternativ-rockigen Elementen fand auch außerhalb der Rockabilly-Szene Anhänger.
1994 konnte ein Vertrag mit dem Major-Label Interscope Records abgeschlossen werden. Nach dem Zusammenschluss mehrerer Plattenfirmen zu einem Großkonzern und einer musikalischen Neuausrichtung des Labels wechselte The Reverend Horton Heat wieder zu einem Independent-Label und veröffentlichte bei Artemis Records 2002 Lucky 7, bevor 2003 ein Vertrag mit Yep Roc Records abgeschlossen wurde.
Stücke von The Reverend Horton Heat wurden in die Soundtracks der Videospiele Tony Hawk’s Pro Skater 3 und Redneck Rampage aufgenommen und in Cartoons The Flintstones in Viva Rock Vegas und Johnny Bravo verwendet. Mehrere Stücke fanden Einzug in Fernseh- und Radio-Werbespots. 1994 hatten sie einen Kurzauftritt im Roadmovie Love and a .45 mit Renée Zellweger, 1997 in der Sitcom Drew Carey Show sowie 2018 in einer Episode von Midnight, Texas.
Mit der Gretsch G6120RHH entwickelte Jim Heath sein persönliches Gitarrenmodell einer G6120.

## Diskografie
- 1990: Smoke ’Em If You Got ’Em
- 1993: The Full Custom Gospel Sounds
- 1994: Liquor in the Front
- 1996: It’s Martini Time
- 1998: Space Heater
- 1999: Holy Roller
- 2000: Spend a Night in the Box
- 2002: Lucky 7
- 2004: Revival
- 2005: We Three Kings: Christmas favorites
- 2006: 20th Century Masters – The Millennium Collection: The Best of The Reverend Horton Heat
- 2009: Laughin’ & Cryin’ With The Reverend Horton Heat
- 2014: Rev
- 2018: Whole New Life